# 聖佩德羅-德馬科里斯

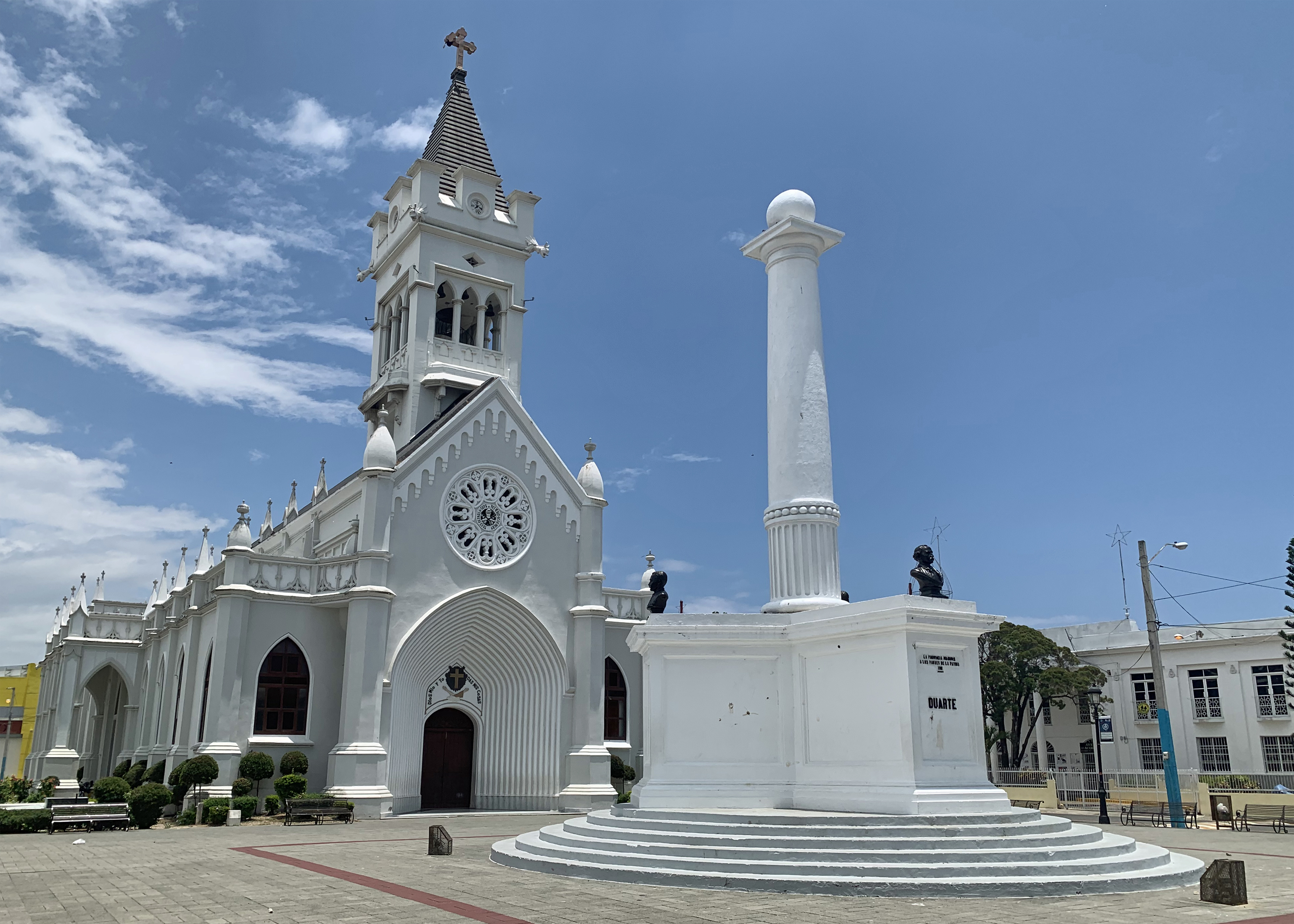
聖佩德羅-德馬科里斯

聖佩德羅-德馬科里斯（西班牙語：San Pedro de Macorís，西班牙語發音：[ˈsam ˈpeðɾo ðe makoˈɾis]）是中美洲國家多明尼加共和國的城市，也是圣佩德罗-德马科里斯省的首府，位於該國東南部，距離首都聖多明哥70公里，面積152.33平方公里，海拔高度4米，2012年人口263,951。

## 外部連結
- Universidad Central del Este website （页面存档备份，存于）

18°27′N 69°18′W / 18.450°N 69.300°W